# فراگویش کار
فراگویش کار (به اسپرانتو: Super Dialekto de Kar)، زبانی ساختگی بر پایه چهار زبان کردی سورانی، کلهر، کرمانجی و هورامی می باشد که توسط محمد سجادی (تخلص: م. س. کارا) در سال ۱۳۶۱ در کتابی با همین عنوان ارائه گردید. 

## انگیزه پیدایش
انگیزه اولیه طرح فراگویش کار اگرچه تسهیل تفاهم میان اقوام کردی زبان بوده است، با این حال این زبان به گونه ای طراحی شده است که برای همگان قابل استفاده باشد. 

## تأثیر از اسپرانتو
سجادی بنیان این زبان را بر اساس دستگاه دستوری و قاعده مند زبان اسپرانتو (که خود زبانی ساختگی در جهت ارتباط در عرصه بین الملل می باشد) پی ریخته است. وی آشنایی با اسپرانتو را مقدمه لازم برا فراگیری فراگویش کار بر می شمارد. 

## ارزش زبان شناختی
فراگویش کار، صرف نظر از انتقاداتی که به رویه پان کردیستی آن رفته است، بابی تازه در آوندشناسی گویش های کردی فرا می گشاید، چه آنکه سجادی در جهت طرح زبانی جامع و رسا، به استخراج بیش از شصت آوند کردی همت گمارده است.  

## کارهای همسو
نحوه پیدایش فراگویش کار، قرابت ویژه ای با زبان پیشنهادی احمد کسروی در جهت برقراری ارتباط بین الملل (با عنوان زبان پاک) دارد. هر دو زبان مزبور، بر پایه الگوی قاعده مند زبان اسپرانتو پی ریزی شده اند. 